# Грінфілд (Теннессі)
Грінфілд (англ. Greenfield) — місто (англ. city) в США, в окрузі Віклі штату Теннессі. Населення — 2031 особа (2020).

## Географія
Грінфілд розташований за координатами 36°9′54″ пн. ш. 88°48′26″ зх. д. / 36.16500° пн. ш. 88.80722° зх. д. (36.165066, -88.807269).  За даними Бюро перепису населення США в 2010 році місто мало площу 9,58 км², з яких 9,53 км² — суходіл та 0,04 км² — водойми. В 2017 році площа становила 9,05 км², з яких 9,01 км² — суходіл та 0,04 км² — водойми.

## Демографія
Згідно з переписом 2010 року, у місті мешкали 2182 особи в 912 домогосподарствах у складі 593 родин. Густота населення становила 228 осіб/км².  Було 1004 помешкання (105/км²).
Расовий склад населення:
| - 89,6 % — білих - 8,9 % — чорних або афроамериканців - 0,1 % — корінних американців - 0,1 % — азіатів |

До двох чи більше рас належало 0,9 %. Частка іспаномовних становила 1,1 % від усіх жителів.
За віковим діапазоном населення розподілялося таким чином: 23,7 % — особи молодші 18 років, 59,4 % — особи у віці 18—64 років, 16,9 % — особи у віці 65 років та старші. Медіана віку мешканця становила 40,0 року. На 100 осіб жіночої статі у місті припадало 89,6 чоловіків;  на 100 жінок у віці від 18 років та старших — 85,3 чоловіків також старших 18 років.
Середній дохід на одне домашнє господарство  становив 41 783 долари США (медіана — 33 854), а середній дохід на одну сім'ю — 52 716 доларів (медіана — 47 125). Медіана доходів становила 36 638 доларів для чоловіків та 32 143 долари для жінок. За межею бідності перебувало 18,6 % осіб, у тому числі 19,1 % дітей у віці до 18 років та 17,5 % осіб у віці 65 років та старших.
Цивільне працевлаштоване населення становило 937 осіб. Основні галузі зайнятості: освіта, охорона здоров'я та соціальна допомога — 29,0 %, виробництво — 20,8 %, роздрібна торгівля — 8,8 %, мистецтво, розваги та відпочинок — 7,4 %.